# Heteromeles arbutifolia

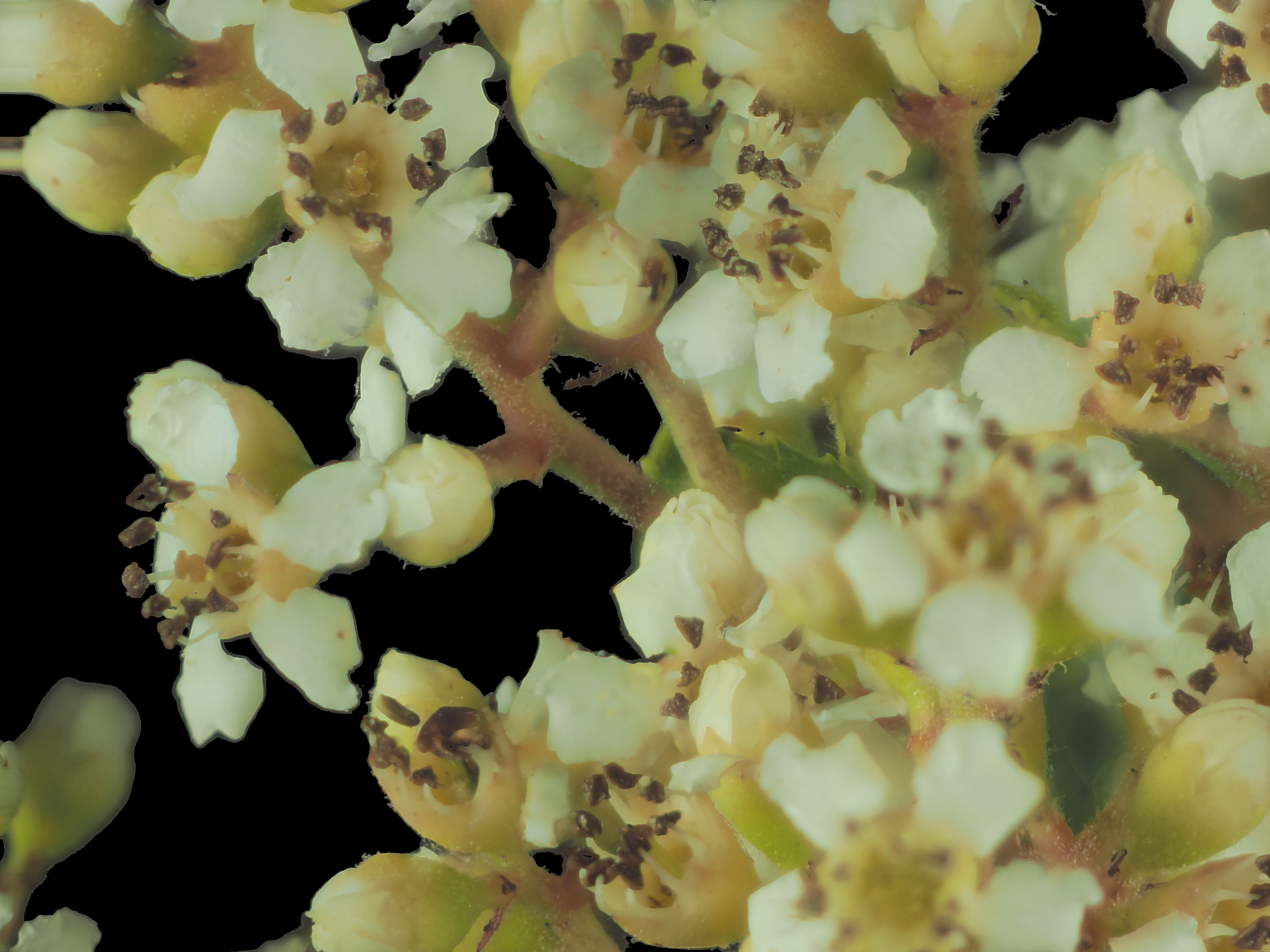
Blüten

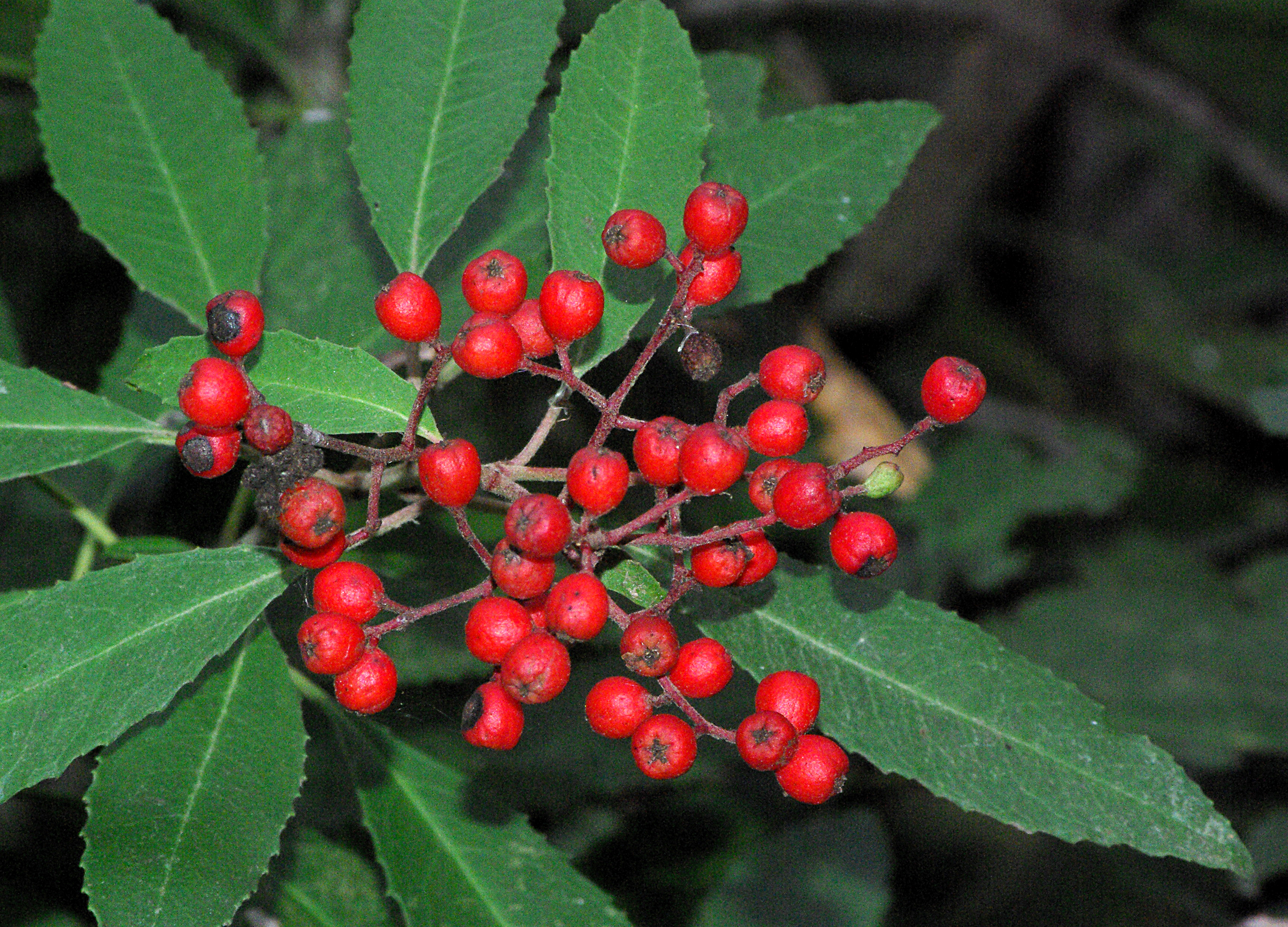
Früchte

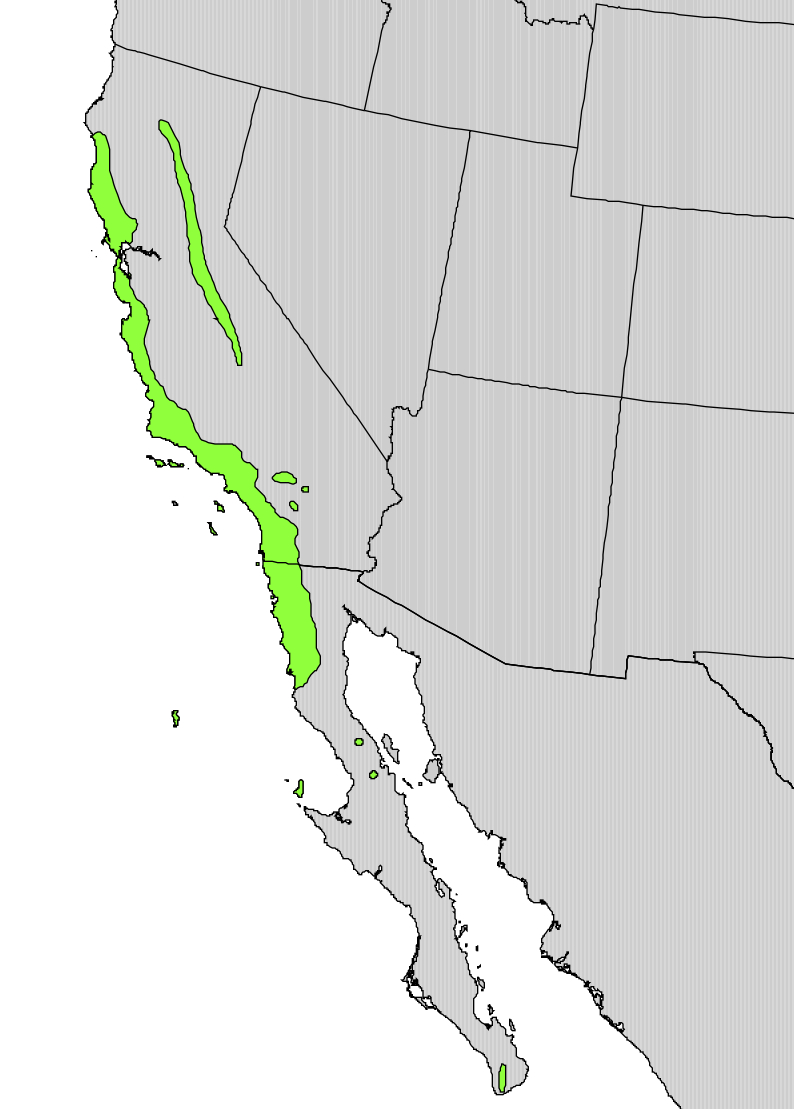
Verbreitungsgebiet von Heteromeles arbutifolia

Heteromeles arbutifolia (englisch toyon, Christmas berry, California holly) ist eine Pflanzenart aus der Familie der Rosengewächse. Sie ist eine häufige ausdauernder Strauch, der in Südwest-Oregon, Kalifornien, Baja California und British Columbia beheimatet ist. Es handelt sich um die einzige Art in der Gattung Heteromeles.
Heteromeles arbutifolia ist ein herausragender Bestandteil der Küsten-Strauchgesellschaften. Außerdem kommt sie im Trockenheits geprägten Chaparral und in kalifornischen Eichen-Mischwäldern vor.

## Beschreibung
Heteromeles arbutifolia wird normalerweise 2 bis 5 Meter (selten bis zu 10 Meter) hoch und hat eine abgerundete oder unregelmäßige Spitze. Seine einfachen, ledrigen Laubblätter sind kurz gestielt, immergrün und wechselständig angeordnet. Sie sind eiförmig, lanzettlich bis verkehrt-eiförmig, -eilanzettlich oder elliptisch, lanzettlich und mehr oder weniger spitzig gezähnt oder gesägt und (stachel)spitzig, seltener stumpf, sie sind 5 bis 10 Zentimeter lang sowie 2 bis 4 Zentimeter breit. Es sind sehr kleine, meist früh abfallende Nebenblätter vorhanden.
Im Frühsommer produziert der Strauch kleine, weiße und fünfzählige, zwittrige, kurz gestielte Blüten mit 6 bis 10 Millimeter Durchmesser und doppelter Blütenhülle, die in dichten endständigen, mehr oder weniger behaarten Schirmrispen stehen. Der kleine Blütenbecher ist becherförmig mit kurzen Kelchzipfeln. Die fünf kurz genagelten Kronblätter besitzen eine rundliche Platte. Es sind 10 kurze Staubblätter und ein mittelständiger, behaarter Fruchtknoten mit 2–3 kurzen Griffeln vorhanden. Es ist ein dünner Diskus an der Becherwand vorhanden. Die Hauptzeit der Blüte ist im Juni.
Die Frucht, die in großer Zahl produziert wird, ist eine kleine, glatte und rundlich bis verkehrt-eiförmige, ein- bis dreisamige Apfelfrucht von etwa 5–12 mm Durchmesser, sie ist leuchtend rot, selten gelb, und beerenartig mit Kelchresten an der Spitze. Sie reift im Herbst und verbleibt weit in den Winter hinein an der Pflanze (Wintersteher). Die Samen sind bis etwa 3 mm groß.

## Ökologie
Die Blüten werden von Schmetterlingen besucht und haben einen milden Weißdorn-artigen Geruch. Die Früchte werden von Vögeln gefressen, darunter Spottdrosseln der Gattungen Mimus, Nesomimus und Melanotis (englisch mockingbirds) sowie Wanderdrosseln, Zedernseidenschwänze und Einsiedlerdrosseln. Auch Säugetiere wie Kojoten und Bären fressen die Früchte und verbreiten die Pflanze.

## Nutzung

### Anbau
Heteromeles arbutifolia kann in Gärten auf gut entwässerten Böden angebaut werden. Er wird nordwärts bis Südengland als Zierpflanze kultiviert und kann Temperaturen bis zu −12 °C ertragen. Im Winter sind die leuchtend roten Früchte (über welche die Vögel gierig herfallen) optisch reizvoll.
Wie andere Arten in der Tribus Pyreae der Rosengewächse gibt es von Heteromeles arbutifolia eine Reihe von Cultivaren, die allerdings empfindlich gegen Feuerbrand sind. Er überlebt mit wenig Wasser, so dass er für Trocken-Gärten geeignet ist. Darüber hinaus geht von ihm keine Brandgefahr aus wie bei einigen anderen Pflanzen des Chaparral.

### Traditionelle Nutzung
Die Früchte boten ortsansässigen Indianer-Stämmen wie den Chumash, den Tongva und den Tataviam Nahrung. Sie können auch zu Gelee verarbeitet werden. Die Indianer nutzten auch die Blätter zur Bereitung eines Tees, der Bauchschmerzen lindern sollte. Die Früchte dagegen wurden meist getrocknet und aufbewahrt, um später gekocht in Porridge oder Pfannkuchen verzehrt zu werden. Die weißen Siedler fügten später Zucker hinzu, um Custard und Wein herzustellen.
Gelegentlich werden die frischen Früchte trotz ihrer mehligen Konsistenz, ihrer adstringierenden Wirkung und ihres sauren Geschmacks roh gegessen oder mit Wasser vermischt zu einem Getränk verarbeitet.

## Toxizität
Die Früchte von Heteromeles arbutifolia sind säurehaltig und adstringierend. Sie enthalten geringe Mengen cyanogener Glykoside, die bei Verarbeitung u. a. zu Blausäure zerfallen. Durch Kochen wird diese zersetzt.

## Gesetzgebung
In den 1920er Jahren wurde das Sammeln der Zweige von Heteromeles arbutifolia um die Weihnachtszeit in Los Angeles so populär, dass der Staat Kalifornien ein Gesetz verabschiedete, das das Sammeln auf öffentlichem Land, auf nicht dem Sammler gehörenden Land oder auf Land, dessen Eigentümer dies nicht schriftlich erlaubt hatte, verbot (CA Penal Code § 384a).
Heteromeles arbutifolia wurde vom Los Angeles City Council am 17. April 2012 als offizielle heimische Wappenpflanze anerkannt.

## Namensgeber für Hollywood
Allgemein verbreitet ist der Glaube, die Verbreitung von Heteromeles arbutifolia in den Hügeln oberhalb von Los Angeles sei der Grund für den Namen Hollywood. Hollywood erhielt seinen Namen jedoch aus einem viel profaneren Grund: Ein reicher Mann mochte den Klang des Namens. Harvey Henderson Wilcox, ein reicher Prohibitionist aus Kansas, und seine Frau Daeida erwarben 1886 120 Acres (49 ha) Aprikosen- und Feigenhaine nahe dem Cahuenga Pass für 150 US-Dollar pro Acre. Wilcox, ein eingefleischter Geschäftsmann, erkannte, dass er viel Geld verdienen könnte, wenn er das Land in kleinere Parzellen teilte und diese für 1.000 US-Dollar pro Stück verkaufte. So wurde das Eigentum von Wilcox, das später unter dem Namen Hollywood bekannt wurde, begründet.
Ein Jahr später freundete sich Daeida Wilcox auf einer Zugreise nach Ohio mit einem reichen Mitreisenden an, der gerade ein gutes Grundstück in Illinois erworben hatte. Sein Name war Hollywood. Die Sage erzählt, dass Daeida Wilcox von diesem Namen so angetan war, dass sie nach ihrer Rückkehr nach Kalifornien ihren Mann ermutigte, diesen Namen auf ihr Eigentum zu übertragen. Am 1. Februar 1887 wurde der Name unsterblich, als Wilcox eine Karte mit der Landteilung beim Grundstücksamt des Los Angeles County einreichte, die den Namen „Hollywood“ amtlich machte.

## Taxonomie
Die Gattungen Photinia, Aronia, Pourthiaea und Stranvaesia wurden von unterschiedlichen Taxonomen immer wieder wechselnd kombiniert. Die Gattung Heteromeles war bei ihrer Erstbeschreibung 1847 durch Max Joseph Roemer monotypisch und schloss Photinia arbutifolia John Lindley (1820) ein, wodurch Heteromeles arbutifolia (Lindl.) M.Roem. zum illegitimen Namen wurde, weil er das Typus-Exemplar der Gattung Photinia einschloss. Dies wurde durch den Schutz des Namens als nomen conservandum korrigiert, weshalb der Gattungsname oft als Heteromeles M.Roem. nom. cons. (1847) ausgeführt wird.

### Synonyme
eFloras.org, ein Projekt des Missouri Botanical Garden, führt die folgenden Synonyme auf:
- Photinia arbutifolia Lindl.
- Crataegus arbutifolia W.T.Aiton nom. illeg.[18]
- Heteromeles fremontiana Decne.
- Heteromeles salicifolia (C.Presl) Abrams
- Photinia salicifolia C.Presl